# Надзея (Люблінське воєводство)
Надзея (пол. Nadzieja) — село в Польщі, у гміні Семень Парчівського повіту Люблінського воєводства.
Населення — 233 особи (2011).
У 1975-1998 роках село належало до Білопідляського воєводства.

## Демографія
Демографічна структура станом на 31 березня 2011 року:
|          | Загалом | Допрацездатний вік | Працездатний вік | Постпрацездатний вік |
| -------- | ------- | ------------------ | ---------------- | -------------------- |
| Чоловіки | 118     | 15                 | 85               | 18                   |
| Жінки    | 115     | 25                 | 55               | 35                   |
| Разом    | 233     | 40                 | 140              | 53                   |